# Hà Siêu Doanh
Hà Siêu Doanh (tiếng Anh: Sabrina Ho Chiu Yeng; sinh ngày 29 tháng 4 năm 1990) còn có tên khác là Hà Lãng Trinh (何朗禎)  là nữ doanh nhân Hồng Kông, chủ tịch Công ty Hữu hạn Văn hóa Siêu Doanh. Cô là con gái đầu của tỷ phú Hà Hồng Sân với người vợ thứ 4 Lương An Kỳ. Hà Siêu Doanh học nghệ thuật tại Đại học Hồng Kông, ngoài ra còn học khóa học MBA.

## Sự nghiệp

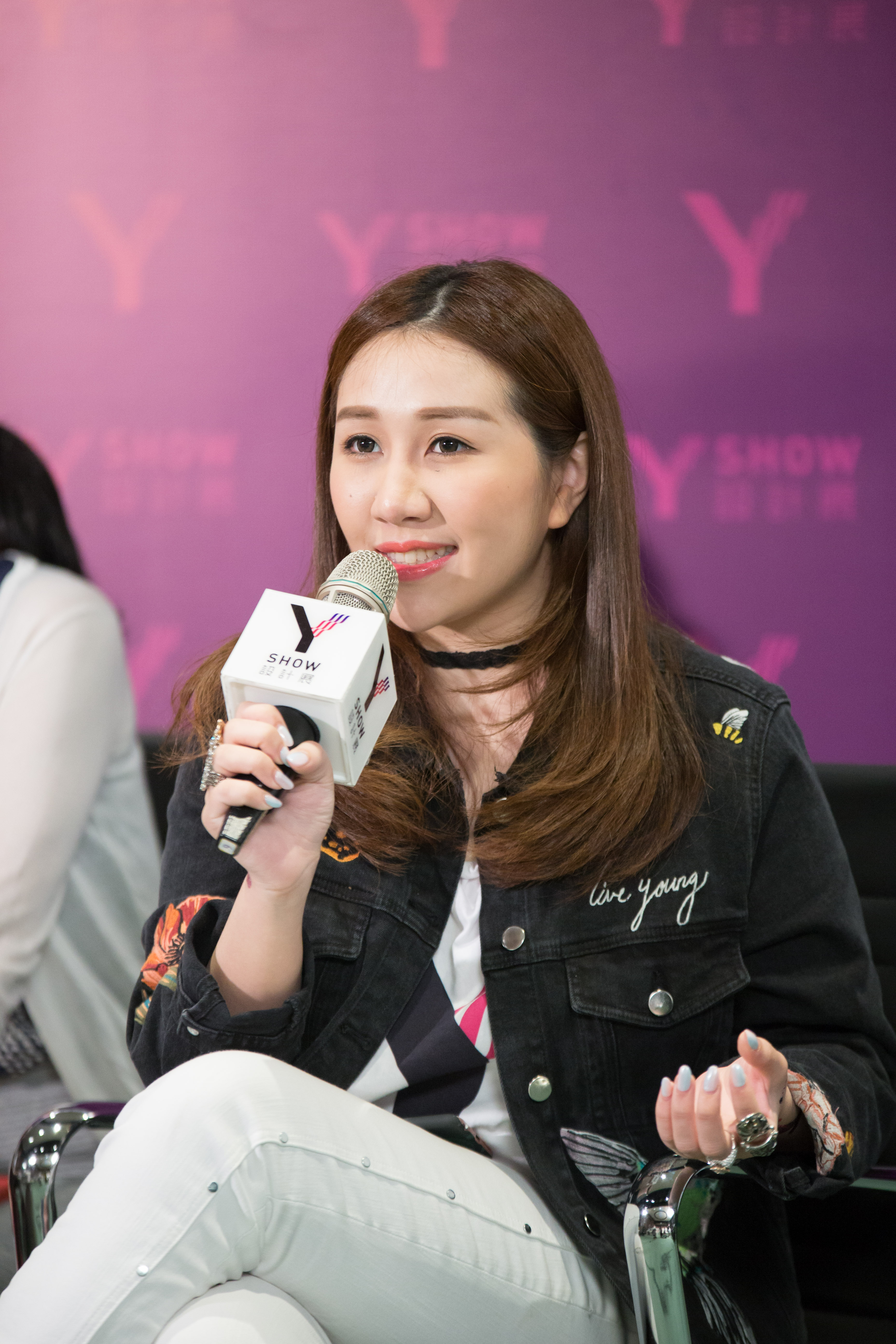
Hà Siêu Doanh phát biểu tại buổi họp báo Y-Show 2016.

Tháng 10 năm 2015, Hà Siêu Doanh thành lập công ty Chaoying Culture Co., Ltd.. Trước đó cô là giám đốc và Giám đốc điều hành công ty đấu giá Poly Macau cùng với Tập đoàn Poly đồng tổ chức một cuộc đấu giá tại khách sạn Regency Macau vào ngày 10 tháng 1 năm 2016. Tính đến năm 2016, tài sản ròng ước tính vào khoảng 1 tỷ đô la Hồng Kông.

## Nghi vấn dùng chất gây nghiện
Ngày 7 tháng 3 năm 2013, Hà Siêu Doanh được phát hiện ở gần Trung tâm thương mại Vịnh Causeway tại Quảng trường Thời đại Hồng Kông một mình, đi đứng xiêu vẹo, phải ngả lưng vào tường. Sau đó, cô bất ngờ ngã quỵ, khiến đồ đạc rơi mỗi thứ một nơi, thu hút người qua đường chú ý. Một thanh niên mặc đồ Âu đã đến dìu cô, mua nước uống và giúp cô gọi cho người thân và bạn bè của mình. Hà Siêu Doanh phủ nhận sự chóng mặt và khó chịu với phóng viên tới phỏng vấn, nói rằng cô không cần gọi cảnh sát để được giúp đỡ và nói với một nụ cười: "Tôi ổn". Cuối cùng, một người bạn nam đến và thấy rằng có một loại bột trắng trên mũi Hà Siêu Doanh, lấy khăn giấy lau và đưa cô về. Sau đó, Hà Siêu Doanh phàn nàn rằng cô đang uống thuốc giảm cân và thuốc hạ sốt và cảm thấy không khỏe.
Sau khoảng 3 tuần, Hà Siêu Doanh lại đến Vịnh Causeway và bà Lương An Kỳ đi theo suốt chặng đường, nhưng đôi mắt của cô có biểu hiện trống rỗng và tinh thần trông vẫn yếu ớt.

## Làm rõ tin đồn
Vào năm 2015, Hà Siêu Doanh đã lên tiếng làm rõ tin đồn lan truyền về người con trai thứ sáu Hà Du Giai của Hà Hồng Sân, bà Lương An Kỳ chỉ có bốn người con. Những bức ảnh được cho là Hà Du Giai chỉ là những bức ảnh thời thơ ấu của Hà Du Khải, con trai của người vợ thứ 3, Trần Uyển Trân.

## Đời tư

### Hẹn hò
Vào năm 2005, Hà Siêu Doanh đã đăng lên blog cá nhân cùng với một người bạn thân đồng tính có tên là TB Jessie và gọi là "chồng". Vào cuối tháng 4 năm 2006, Hà Siêu Doanh một lần nữa để lại một tin nhắn trên mạng, tiết lộ đã chia tay với Jessie. Sau đó bay sang Anh du học. Trong thời gian học, cô gặp gỡ Thomas, bạn trai cùng học ở Anh.
Năm 2009, cô chụp ảnh cùng Greg, bạn trai mới học thiết kế nội thất, và hai người đã đính hôn vào tháng 2 năm 2010. Vào tháng 6 năm 2012, Hà Siêu Doanh tuyên bố đã chia tay với Greg trong 4 năm và đến Hoa Kỳ để ghi danh vào UCLA (Đại học California, Los Angeles).
Vào tháng 8 năm 2012, Hà Siêu Doanh bị lộ ảnh cùng với Lâm Ái Nhi, con gái thứ ba của tỷ phú Lâm Kiến Nhạc. Vào ngày 5 tháng 10, Lâm Ái Nhi đã đăng một bức ảnh với Hà Siêu Doanh lên Instagram, kèm với lời bình "tình yêu của đời tôi", nghi ngờ về mối quan hệ công khai, nhưng chưa đầy một giờ sau, Lâm Ái Nhi đã xóa bức ảnh. Mối quan hệ giữa hai người kết thúc vào tháng 3 năm 2013.
Vào tháng 11 năm 2018, Hà Siêu Doanh công khai mối quan hệ với bạn trai Tân Kỳ Long (Thomas). Đây là mối tình được Hà Siêu Doanh công khai trên mạng xã hội sau 6 năm.
 Vào tháng 3 năm 2019, Tân Kỳ Long xác nhận rằng bạn gái đã mang thai 3 tháng, đồng thời cho biết hai người dự định đính hôn sớm nhất là vào tháng 9, nhưng vì năm 2019 là được coi là năm “manh niên” (năm không có giai đoạn Lập xuân), nên đám cưới được lên kế hoạch vào năm 2020. Sau đó có xuất hiện nghi vấn Tân Kỳ Long chỉ mới 21 tuổi và chưa đủ tuổi đăng ký kết hôn ở Trung Quốc đại lục (nam giới là 22 tuổi), cho rằng phía nhà gái mù quáng vì yêu, trên thực tế thì Tân Kỳ Long đăng ký kết hôn khi tròn 22 tuổi.
Ngày 7 tháng 6 năm 2019, cặp đôi đeo tổ chức lễ ăn hỏi và đeo trang sức theo truyền thống của người Trung Quốc (過大禮, Qua Đại Lễ).

### Sinh con
Ngày 28 tháng 8 năm 2019, Hà Siêu Doanh sinh con gái Tân Thiên Mịch bằng phương pháp sinh mổ tại Bệnh viện Dưỡng Hòa (Hồng Kông), cân nặng 
8 lb (4 kg). Em bé được đặt biệt danh là "hà bao đản" (荷包蛋, tạm dịch là "món trứng ốp la").